# Félix Fourdrain

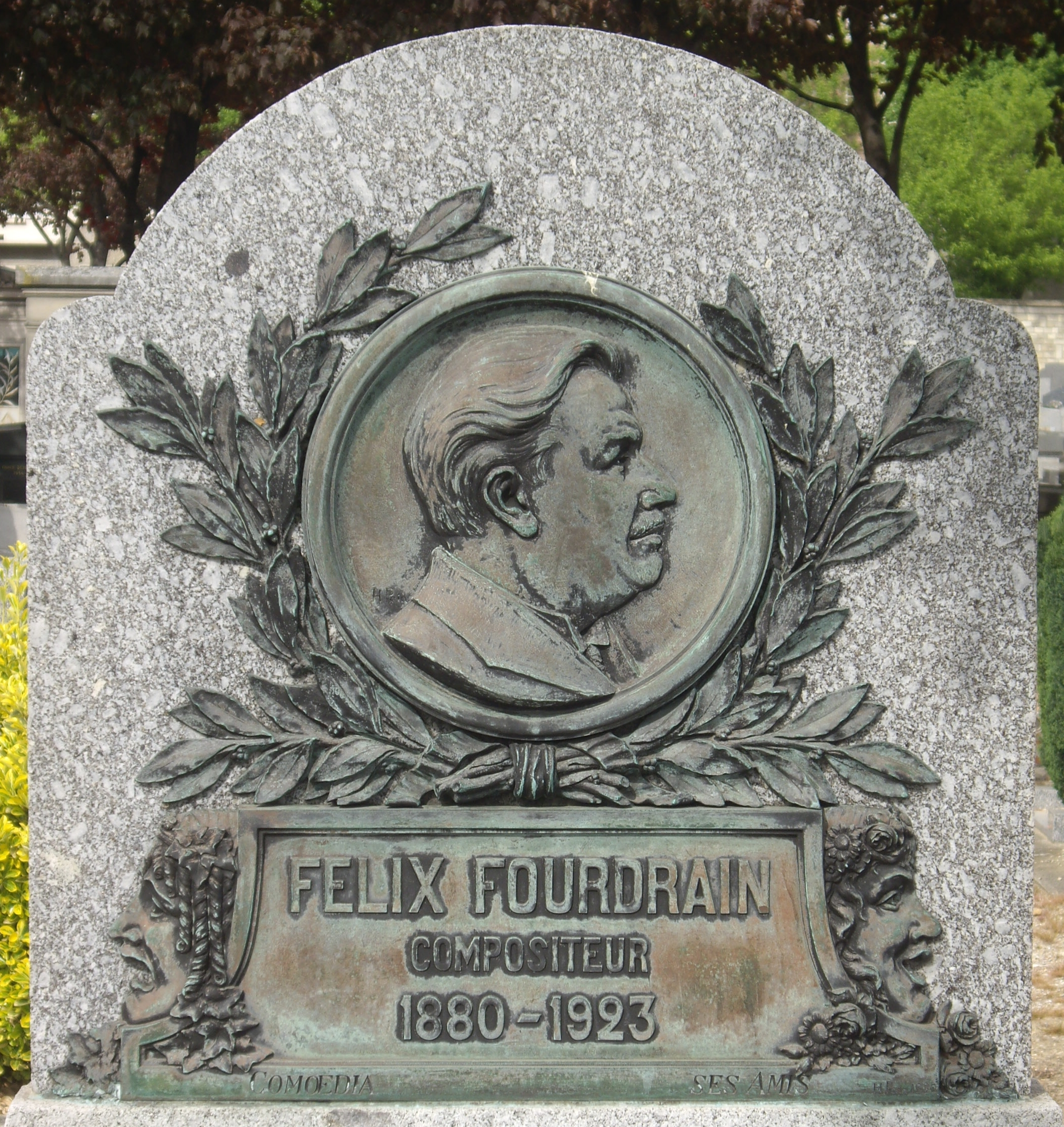
Grabdenkmal auf dem Cimetière de Montrouge

Félix Alfred Fourdrain (* 3. Februar 1880 in Nizza; † 23. Februar 1923 in Paris) war ein  französischer Organist und
Komponist.

## Leben
Félix Fourdrain begann seine musikalische Ausbildung an der École de musique classique et religieuse
(École Niedermeyer) und studierte am Pariser Konservatorium bei Alexandre Guilmant und Charles-Marie Widor. Ab dem Alter von 17 Jahren war er Titularorganist an der Kirche Saint-Nicolas-des-Champs, danach von 1900 bis 1910 an Ste-Élisabeth. Kompositionsunterricht nahm er bei Jules Massenet, der ihm später Freund und Mentor wurde. Über diesen lernte er den Librettisten Henri Cain kennen, der in Zusammenarbeit mit Arthur Bernède das Libretto seiner ersten Oper verfasste. Er unterrichtete am Pariser Konservatorium, wo u. a. Edmond Trudel, Floro Ugarte, Georges-Émile Tanguay, Omer Létourneau, Joseph-Arthur Bernier und Clotilde Coulombe zu seinen Schülern zählten.
Insgesamt komponierte Fourdrain mehr als 20 Bühnenwerke, auch zahlreiche Orchester- und Instrumentalstücke, sinfonische Dichtungen und Lieder stammen aus seiner Feder.

## Werke
- Légende du point d’Argentan, Oper, (Libretto Henri Cain und Arthur Bernède), 1907
- La Glaneuse, lyrisches Stück, (Libretto Arthur Bernède und Paul de Choudens), 1909
- Vercingétorix, musikalisches Drama, (Libretto Arthur Bernède und Paul de Choudens), 1912
- Madame Roland, lyrisches Drama, (Libretto Arthur Bernède und Paul de Choudens), 1913
- Les Contes de Perrault, Feenspiel, (Libretto Arthur Bernède und Paul de Choudens), 1913
- La Jalousie du barbouillé, Buffo-Oper, (Libretto von André Alexandre nach Molière), 1914
- Les Maris de Ginette, Oper, (Libretto von Henri Kéroul und Albert Barré), 1916
- Cadet-Rousselle, komische Oper, 1919
- Dolly (I love you), Oper, (Libretto von Henri de Gorsse und Victor Darlay), 1921
- Le Secret de Polichinelle, Oper, (Libretto von Henri Cain und Pierre Wolff), 1922
- La Griffe, lyrisches Drama (Libretto von Jean Sartène), 1923
- La Plus jolie fille de France, Oper, (Libretto von Germaine Guesnier und A. de Montgon), 1923
- La Hussarde, Oper, (Libretto von Henri de Gorsse, Victor Darlay und Georges Nanteuil), 1925
- L’amour en cage, Oper, (Libretto von André de Lorde und Jean Brentano), 1923
- Attendez-moi sous l’orme, Schauspielmusik
- La Mare au diable, Schauspielmusik
- L’Eternel amour, Schauspielmusik

## Quelle
- Théâtre Musical Opérette – Félix Fourdrain

| Personendaten    | Personendaten                        |
| ---------------- | ------------------------------------ |
| NAME             | Fourdrain, Félix                     |
| ALTERNATIVNAMEN  | Fourdrain, Félix Alfred              |
| KURZBESCHREIBUNG | französischer Organist und Komponist |
| GEBURTSDATUM     | 3. Februar 1880                      |
| GEBURTSORT       | Nizza                                |
| STERBEDATUM      | 23. Februar 1923                     |
| STERBEORT        | Paris                                |